# Dornier Do 635
Die Dornier Do 635 war ein zum Ende des Zweiten Weltkriegs projektierter Fernaufklärer der Dornier-Werke.

## Geschichte
Im Jahr 1944 legte Dornier dem Reichsluftfahrtministerium (RLM) unter der Bezeichnung Do 335 Z das Projekt eines Langstrecken-Seefernaufklärers mit einer Reichweite von 4400 km vor. Ähnlich der He 111 Z sollten zwei Dornier Do 335 B durch ein Tragflächenmittelstück miteinander verbunden werden. Im linken Rumpf sollte der Pilot, im rechten der Funker untergebracht werden. Eine Bewaffnung war nicht vorgesehen. Das RLM bestätigte den Entwurf, forderte aber einige Modifizierungen, die unter anderem eine Erhöhung der Reichweite auf 6000 km umfassten. Durch die Änderungen entfernte sich die Konstruktion immer mehr von dem Ausgangsmuster Do 335, weshalb es die Bezeichnung Do 635 erhielt. Vier Prototypen sollten gebaut werden und das Flugzeug im Juni 1945 in Produktion gehen. Auf Beschluss des RLM wurde Dornier von der Entwicklung entbunden und Heinkel mit der Fortführung der Arbeiten beauftragt, vielleicht, weil Heinkel mit der He 111 Z bereits Erfahrung im Bau von Doppelrumpfflugzeugen besaß. Dort erhielt der Entwurf die interne Projektnummer P.1075, die Bezeichnungen als He 535 oder auch He 635, je nach Quelle, wurden vermutlich erst später in Publikationen verwendet. Heinkel sah zur Reichweitenerhöhung drei unter den Außenflächen und dem Flügelmittelstück installierte Zusatztanks vor. Die Spannweite wurde auf 26,00 m gekürzt, der Rumpf um einen Meter verlängert. Später wurde das Konzept massiv geändert; die Kabine für eine nun dreiköpfige Besatzung wurde komplett in den linken Rumpf verlegt sowie Flügelspannweite- und -streckung erhöht. Das Mittelstück wurde gekürzt, so dass die beiden Rümpfe sich näher beieinander befanden und das innere Höhenleitwerk ebenfalls als Mittelstück ausgebildet werden konnte.
Da sich die Weiterführung des Projekts durch die fortwährenden Änderungen immer mehr verzögerte, wurde am 12. Oktober 1944 vom RLM und Vertretern der Luftwaffe beschlossen, den Entwurf an Junkers zu übergeben, wo das Projekt unter der RLM-Nummer 8-635 bzw. Ju 635 weiterverfolgt wurde. Ziel war eine Vereinfachung des Projekts zur leichteren Produktion. Mittlerweile wurden sogar 8000 km Reichweite gefordert. Vorgesehen wurden in der Auftragsbestätigung vom 1. Dezember 1944 vier Prototypen, von denen der erste im März 1945 flugbereit sein sollte, und sechs Vorserienmuster, die aber kurz darauf wieder gestrichen wurden. Unter Federführung von Heinrich Hertel wurde der Entwurf nochmals geändert, was Rumpf, Tragflächen und Fahrwerk betraf. Die dreiköpfige Besatzung wurde beibehalten, wurde aber wieder in getrennten Kabinen in beiden Rümpfen untergebracht. Im November 1944 wurde eine Attrappe fertiggestellt, am Monatsende von einer Abordnung der Luftwaffe besichtigt und am 7. Dezember bei einer weiteren Besichtigung bestätigt. Durch Bauverzögerungen bedingt wurde die Fertigstellung der V1 bei einer Besprechung am 18. Januar 1945 auf den Mai des Jahres verschoben. Im Februar 1945 begannen auf dem Flughafen Prag die Vorbereitungen zum Prototypenbau. Das nahende Kriegsende verhinderte die weitere Fortführung der Arbeiten.

## Technische Daten
| Kenngröße             | Daten (Do 635)                                    | Daten (Ju 635)                                    |
| --------------------- | ------------------------------------------------- | ------------------------------------------------- |
| Besatzung             | 2                                                 | 3–4                                               |
| Länge                 | 13,85 m                                           | 18,30 m                                           |
| Spannweite            | 27,43 m                                           | 27,45 m                                           |
| Höhe                  | 5,00 m                                            | 5,00 m                                            |
| max. Startmasse       | 32.900 kg                                         | 32.000 kg                                         |
| Höchstgeschwindigkeit | 725 km/h in 6.400 m Höhe                          | 715 km/h                                          |
| Reichweite            | 7.600 km                                          | 6.150 km                                          |
| Antrieb               | vier Daimler-Benz DB 603E, je 1.800 PS (1.324 kW) | vier Daimler-Benz DB 603E, je 1.800 PS (1.324 kW) |